# Nikola Bulatović
Pour les articles homonymes, voir Bulatović.
Nikola Bulatović (né le 28 août 1971 à Podgorica, dans la République socialiste du Monténégro, en ex-Yougoslavie) est un ancien joueur monténégrin de basket-ball, évoluant au poste de pivot. 
En novembre 2011, il est extradé depuis la République dominicaine vers le Monténégro, à la suite d'accusations de viol. 

## Palmarès
- Champion d'Europe 1997
- Champion du monde 1998